# Сімонас Даукантас
Сімонас Даукантас (нар. 17 (28) жовтня 1793, село Кальвяй — 24 листопада (6 грудня) 1864, село Папілє) — литовський історик і письменник-просвітник, збирач і видавець литовського фольклору. Автор перших праць з історії Литви, написаних литовською мовою. Укладав словники литовської мови.

## Біографія
Народився в селі Кальвяй у селянській родині. У 1814—1816 роках навчався в гімназії у Вільно, у 1816 році вступив у Віленський імператорський університет. 1819 року  Даукантас здобув ступінь кандидата в галузі права, а в 1822 році отримав уже  ступінь магістра. Через процеси проти студентських рухів філоматів і філаретів у Вільнюському університеті Даукантас отримав диплом тільки в 1825 році. Після завершення навчання він переїхав у Дерпт (сучасний Тарту), де продовжив своє навчання до переїзду в Ригу.

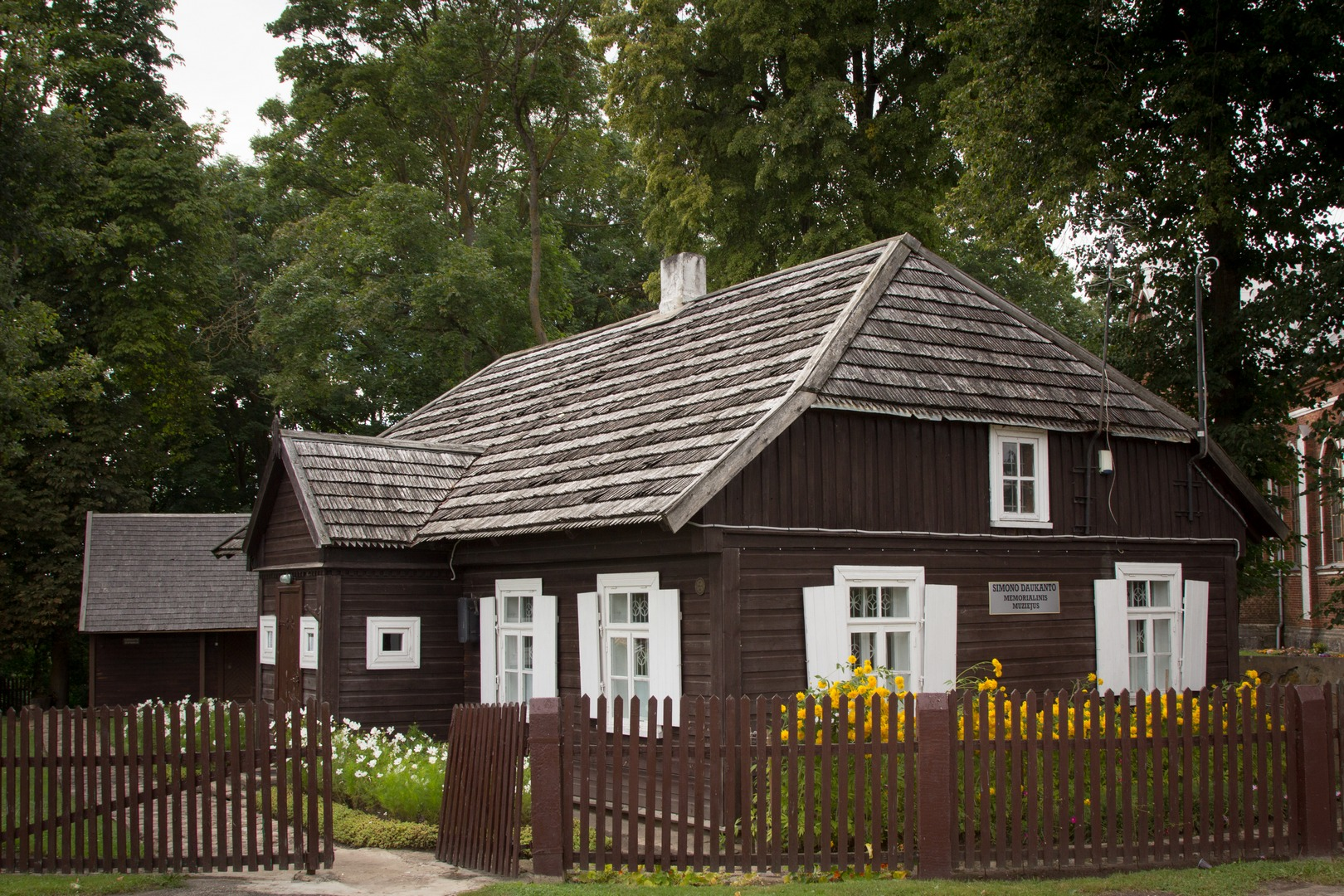
Будинок-музей Даукантаса в Папілє

Даукантас протягом десяти років працював перекладачем у канцелярії губернатора в Ризі. Звідти Даукантас переїхав до Санкт-Петербурга, де працював помічником метриканта Литовської метрики в канцелярії Сенату. Тут він мав доступ до важливих документів, що стосувалися історії Литви і Речі Посполитої.
У 1850 році він повернувся до Литви, у 1851 році вийшов на пенсію. Жив, зокрема, у Папілє, де і помер 6 грудня 1864 року.

## Наукова і літературна діяльність
Сімонас Даукантас опублікував декілька книг з історії Литви та декілька новел. Переклав литовською мовою байки Федра і працю «Про знаменитих людей» Корнелія Непота, що вийшли друком у 1846 році в Петербурзі. Після смерті Даукантаса були видані його «Польсько-литовський словник» і книга з історії Литви. У 1846 році вийшли друком «Жемайтські народні пісні».
В «Історії Литви з найдавніших часів» та інших працях романтично ідеалізував історичне минуле Литви, особливо до 15 століття. Вважав, що кріпацтво занесли в Литву іноземні «пани і ксендзи». Визнавав несправедливими феодальні повинності. Землю, яку обробляли селяни, вважав власністю селян, захопленою поміщиками.
Даукантас писав жемайтським діалектом, його стиль письма характеризується як мальовничий і барвистий, словниковий запас його творів зазвичай був багатий, сповнений рідковживаних слів і слів, взятих зі старих текстів.

## Твори
- Darbai senųjų lietuvių ir žemaičių, Kaunas, 1929,
- Lietuvos istórija, t. 1—2, Plymouth, 1893-97,
- Būdą senovės lietuvių каlnеnų ir žemaičiųю — Kaunas, 1935,
- Rinktiniai raštai. — Vilnius, 1955,
- Rinktine, [4 leid], Kaunas, 1960.

## Пам'ять
- На честь письменника названий міст у Каунасі.